# Trentepohlia laudabilis
Trentepohlia laudabilis är en tvåvingeart som beskrevs av Alexander 1942. Trentepohlia laudabilis ingår i släktet Trentepohlia och familjen småharkrankar.
Artens utbredningsområde är Peru. Inga underarter finns listade i Catalogue of Life.